# Song for America (canción)
«Song for America» es una canción de la banda estadounidense de rock progresivo Kansas y fue compuesta por el guitarrista y teclista Kerry Livgren.  Se encuentra en el segundo álbum de estudio de nombre homónimo, el cual fue publicado en 1975 por Kirshner Records.  Fue lanzado como sencillo en el mismo año por la misma discográfica.
Como muchos otros sencillos, «Song for America» fue un vinilo promocional del álbum, por ello viene el mismo tema en ambos lados del mismo. La diferencia es que en el lado B viene una parte de la canción pero en versión instrumental.
Esta canción, en el álbum dura un poco más de 10 minutos, en tanto que la versión del sencillo, por ser promocional, dura casi tres minutos en cada lado.
A diferencia de la versión estadounidense, en Canadá, «Song for America» fue publicada una edición que contiene en el lado B la melodía «Lonely Street», la cual fue compuesta por Steve Walsh, Rich Williams, Dave Hope y Phil Ehart.

## Lista de canciones

### Versión estadounidense

#### Lado A
| Side one |                    |               |               |          |  |
| N.º      | Título             | Escritor(es)  | Voz principal | Duración |  |
| 1.       | «Song for America» | Kerry Livgren | Steve Walsh   | 2:59     |  |

#### Lado B
| Side one |                                   |               |               |          |  |
| N.º      | Título                            | Escritor(es)  | Voz principal | Duración |  |
| 2.       | «Song for America» (instrumental) | Kerry Livgren | Steve Walsh   | 2:59     |  |

### Versión canadiense

#### Lado A
| Side one |                    |               |               |          |  |
| N.º      | Título             | Escritor(es)  | Voz principal | Duración |  |
| 1.       | «Song for America» | Kerry Livgren | Steve Walsh   | 2:59     |  |

#### Lado B
| Side one |                 |                                                      |               |          |  |
| N.º      | Título          | Escritor(es)                                         | Voz principal | Duración |  |
| 1.       | «Lonely Street» | Steve Walsh / Rich Williams / Dave Hope / Phil Ehart | Steve Walsh   | 3:43     |  |

## Créditos
- Steve Walsh — voz principal y teclados
- Kerry Livgren — guitarra, piano y teclado
- Robby Steinhardt — violín y coros
- Rich Williams — guitarra
- Dave Hope — bajo
- Phil Ehart — batería y glockenspiel